# Robert Dill
Robert Dill (* 18. Oktober 1982 in Isernhagen) ist ein ehemaliger deutscher Basketballspieler. Er absolvierte für die BG Göttingen 49 Spiele in der Basketball-Bundesliga.

## Karriere
Robert Dill spielte zuerst beim CVJM Hannover. Er ging dann in die Vereinigten Staaten, wo er 1999/2000 an der Benjamin School in North Palm Beach (Bundesstaat Florida) weilte. 2000 nahm er am Lafayette College in Pennsylvania ein Studium auf. Er spielte bis 2004 für die Hochschulmannschaft und bestritt in diesem Zeitraum insgesamt 109 Einsätze (5,9 Punkte je Begegnung).
Seine Profikarriere begann er 2004 beim TV Langen in der 2. Bundesliga, bevor er im Sommer zum TB Weiden (ebenfalls 2. Liga) wechselte. 2006/07 begann er die Saison beim TSV Nördlingen, bevor er im November 2006 zur BG Göttingen wechselte und mit den Veilchen in die Basketball-Bundesliga aufstieg. Er spielte bis zum Ende der Saison 2008/09 für Göttingen in der Bundesliga. Zur Saison 2009/10 beendete er, unter anderem aufgrund der beruflichen Belastung, vorerst seine Spielerlaufbahn, bevor er während der laufenden Saison in die zweite Göttinger Mannschaft in die Regionalliga einstieg. Dort spielte er bis 2011.

### Nationalmannschaft
Dill stand im Kader der deutschen A2-Nationalmannschaft.